# پیس پاکستان
پیس پاکستان ({{lang-ur|پیس خریداری مرکز) شرکت خرده‌فروشی و مدیریت مرکز خرید پاکستانی است، که در سال ۱۹۹۵ تأسیس شد.